# Хішам (нохія)
Хішам (араб. ناحية خشام‎‎) — нохія у Сирії, що входить до складу мінтаки Дайр-ез-Заур мухафази Дайр-ез-Заур. Адміністративний центр — поселення Хішам.
До нохії належать такі поселення:
- Аль Дахле → (al-Dahleh);
- Джадід Акейдат → (Jdid Akidat);
- Джадід Бакара → (Jdid Baqarah);
- Хішам → (Khasham);
- Аль Мейзлум → (al-Mathlum);
- Маррат → (Marrāt);
- Аль Садуні → (al-Sadouni);
- Табія Джазіра → (Tabiyet Jazira)

| Сирія | Це незавершена стаття з географії Сирії. Ви можете допомогти проєкту, виправивши або дописавши її. |